# Mama Do (Uh Oh, Uh Oh)
Mama Do (Uh Oh, Uh Oh) è un singolo della cantante britannica Pixie Lott, pubblicato il 3 giugno 2009 come primo estratto dal primo album in studio Turn It Up.

## Descrizione
Il brano, scritto e prodotto da Mads Hauge e Phil Thornalley, è stato pubblicato digitalmente nel Regno Unito, passando per una settimana sulla Official Singles Chart. Lott disse che la canzone è sul "saper sfuggire dalla casa e il vedere una persona determinata senza che i suoi genitori sapessero nulla".

## Video musicale
Il videoclip, diretto da Trudy Bellinger, fu pubblicato su Myspace nella sezione delle notizie Pixie Lott e ha guadagnato in dismisura quattro milioni di visualizzazioni su YouTube.

## Tracce
UK CD single
1. Mama Do (Uh Oh, Uh Oh) – 3:19
2. Want You – 3:59

UK iTunes single
1. Mama Do (Uh Oh, Uh Oh) – 3:19
2. Use Somebody – 3:06

UK iTunes EP
1. Mama Do (Uh Oh, Uh Oh) (Linus Loves Vocal) – 4:55
2. Mama Do (Uh Oh, Uh Oh) (Bimbo Jones Vocal) – 7:04
3. Mama Do (Uh Oh, Uh Oh) (T2 Remix) – 5:05
4. Mama Do (Uh Oh, Uh Oh) (Donae'o Remix Radio Edit) – 3:42

German CD single
1. Mama Do (Uh Oh, Uh Oh) – 3:19
2. Use Somebody – 3:06
3. Want You – 3:59
4. Mama Do (Uh Oh, Uh Oh) (Bimbo Jones Vocal) – 7:04
5. Mama Do (Uh Oh, Uh Oh) (Donae'o Remix Radio Edit) – 3:42

## Classifiche
| Classifica (2009) | Posizione massima |
| ----------------- | ----------------- |
| Australia         | 55                |
| Austria           | 32                |
| Belgio (Fiandre)  | 22                |
| Belgio (Fiandre)  | 30                |
| Danimarca         | 8                 |
| Europa            | 5                 |
| Francia           | 10                |
| Germania          | 30                |
| Irlanda           | 13                |
| Italia            | 25                |
| Nuova Zelanda     | 19                |
| Paesi Bassi       | 20                |
| Repubblica Ceca   | 18                |
| Regno Unito       | 1                 |
| Romania           | 64                |
| Slovacchia        | 12                |
| Spagna            | 23                |
| Svezia            | 27                |
| Svizzera          | 34                |